# Ditmar Gdanietz
Ditmar Gdanietz (* 1943; † 26. Mai 2008) war ein deutscher Kampfsportler und Träger der höchsten Graduierung im Jiu Jitsu, dem 10. Dan. 
Gdanietz trat 1957 in die Jiu-Jitsu-Schule Erich Rahns ein. 1966 wurde er Cheftrainer des Deutschen Jiu-Jitsu Ring Erich Rahn e.V. (DJJR). 1972 übernahm er von Rahn die Kampfsportschule in Lichterfelde. Er war Ehrenpräsident des DJJR. 1987 erhielt er den 10. Dan verliehen. 2006 erkrankte Gdanietz an Leukämie und gab die Verantwortung in der Schule 2007 ab.